# Puchar Włoch w rugby union mężczyzn (2018/2019)
Puchar Włoch w rugby union mężczyzn (2018/2019) – trzydziesta pierwsza edycja Pucharu Włoch mężczyzn w rugby union. Zarządzane przez Federazione Italiana Rugby zawody odbywały się w dniach 14 października 2018 – 30 marca 2019 roku.
Po ośmiu latach rozgrywania zawodów pod nazwą Trofeo Eccellenza powróciły one do pierwotnej – Coppa Italia. W swoich grupach zwyciężyły zespoły Valsugana Padova i Valorugby Emilia.
Na arenę finałowego pojedynku związek wyznaczył Stadio Sergio Lanfranchi w Parmie, a triumfowali w nim zawodnicy Valorugby Emilia zdobywając pierwszy w historii klubu puchar kraju.

## System rozgrywek
Do zawodów przystąpiło osiem zespołów najwyższej klasy rozgrywkowej, które w tym sezonie nie występowały w europejskich pucharach, podzielonych na dwie grupy. Rozgrywki były prowadzone w pierwszej fazie systemem kołowym w terminach, w których odbywały się mecze pucharowe. Do drugiej fazy rozgrywek awansowali zwycięzcy grup, którzy na neutralnym stadionie rozegrali mecz o puchar kraju. Harmonogram spotkań został opublikowany we wrześniu 2018 roku.

## Faza grupowa

### Grupa A
| 13 października 201816:00 | Valsugana Padova | 34:14(21:14) | San Donà | C.S. Altichiero, Padwa Widzów: 200 Sędzia: Riccardo Angelucci |
| 13 października 201816:00 |                  | 34:14(21:14) |          | C.S. Altichiero, Padwa Widzów: 200 Sędzia: Riccardo Angelucci |

| 13 października 201816:00 | Verona Rugby | 48:7(34:0) | Mogliano | Payanini Rugby Center, Werona Widzów: 450 Sędzia: Luca Trentin |
| 13 października 201816:00 |              | 48:7(34:0) |          | Payanini Rugby Center, Werona Widzów: 450 Sędzia: Luca Trentin |

| 20 października 201816:00 | San Donà | 17:17(7:17) | Verona Rugby | Stadio Romolo Pacifici, San Donà di Piave Widzów: 210 Sędzia: Matteo Franco |
| 20 października 201816:00 |          | 17:17(7:17) |              | Stadio Romolo Pacifici, San Donà di Piave Widzów: 210 Sędzia: Matteo Franco |

| 20 października 201816:00 | Mogliano | 12:21(0:6) | Valsugana Padova | Stadio Maurizio Quaggia, Mogliano Veneto Widzów: 400 Sędzia: Gianluca Gnecchi |
| 20 października 201816:00 |          | 12:21(0:6) |                  | Stadio Maurizio Quaggia, Mogliano Veneto Widzów: 400 Sędzia: Gianluca Gnecchi |

| 9 grudnia 201814:00 | San Donà | 27:19(19:7) | Mogliano | Stadio Romolo Pacifici, San Donà di Piave Widzów: 154 Sędzia: Clara Munarini |
| 9 grudnia 201814:00 |          | 27:19(19:7) |          | Stadio Romolo Pacifici, San Donà di Piave Widzów: 154 Sędzia: Clara Munarini |

| 9 grudnia 201815:00 | Verona Rugby | 28:12(14:5) | Valsugana Padova | Payanini Rugby Center, Werona Widzów: 300 Sędzia: Gianluca Gnecchi |
| 9 grudnia 201815:00 |              | 28:12(14:5) |                  | Payanini Rugby Center, Werona Widzów: 300 Sędzia: Gianluca Gnecchi |

| 15 grudnia 201815:00 | Valsugana Padova | 31:12(21:12) | Verona Rugby | C.S. Altichiero, Padwa Widzów: 200 Sędzia: Manuel Bottino |
| 15 grudnia 201815:00 |                  | 31:12(21:12) |              | C.S. Altichiero, Padwa Widzów: 200 Sędzia: Manuel Bottino |

| 15 grudnia 201815:00 | Mogliano | 19:10(7:3) | San Donà | Stadio Maurizio Quaggia, Mogliano Veneto Widzów: 500 Sędzia: Carlo Pastore |
| 15 grudnia 201815:00 |          | 19:10(7:3) |          | Stadio Maurizio Quaggia, Mogliano Veneto Widzów: 500 Sędzia: Carlo Pastore |

| 13 stycznia 201914:00 | San Donà | 15:20(10:10) | Valsugana Padova | Stadio Romolo Pacifici, San Donà di Piave Widzów: 176 Sędzia: Federico Vedovelli |
| 13 stycznia 201914:00 |          | 15:20(10:10) |                  | Stadio Romolo Pacifici, San Donà di Piave Widzów: 176 Sędzia: Federico Vedovelli |

| 13 stycznia 201915:00 | Mogliano | 29:28(14:13) | Verona Rugby | Stadio Maurizio Quaggia, Mogliano Veneto Widzów: 400 Sędzia: Gabriel Chirnoaga |
| 13 stycznia 201915:00 |          | 29:28(14:13) |              | Stadio Maurizio Quaggia, Mogliano Veneto Widzów: 400 Sędzia: Gabriel Chirnoaga |

| 19 stycznia 201915:00 | Verona Rugby | 23:19(12:7) | San Donà | Payanini Rugby Center, Werona Widzów: 400 Sędzia: Riccardo Angelucci |
| 19 stycznia 201915:00 |              | 23:19(12:7) |          | Payanini Rugby Center, Werona Widzów: 400 Sędzia: Riccardo Angelucci |

| 19 stycznia 201915:00 | Valsugana Padova | 19:49(7:31) | Mogliano | C.S. Altichiero, Padwa Widzów: 100 Sędzia: Manuel Bottino |
| 19 stycznia 201915:00 |                  | 19:49(7:31) |          | C.S. Altichiero, Padwa Widzów: 100 Sędzia: Manuel Bottino |

### Grupa B
| 13 października 201815:00 | SS Lazio | 18:19(18:0) | Valorugby Emilia | Centro sportivo Giulio Onesti, Rzym Widzów: 300 Sędzia: Dante D’Elia |
| 13 października 201815:00 |          | 18:19(18:0) |                  | Centro sportivo Giulio Onesti, Rzym Widzów: 300 Sędzia: Dante D’Elia |

| 13 października 201816:00 | Viadana | 22:17(10:3) | I Medicei | Stadio Luigi Zaffanella, Viadana Widzów: 1200 Sędzia: Gabriel Chirnoaga |
| 13 października 201816:00 |         | 22:17(10:3) |           | Stadio Luigi Zaffanella, Viadana Widzów: 1200 Sędzia: Gabriel Chirnoaga |

| 20 października 201816:00 | I Medicei | 38:7(10:7) | SS Lazio | Ruffino Stadium Mario Lodigiani, Florencja Widzów: 400 Sędzia: Andrea Piardi |
| 20 października 201816:00 |           | 38:7(10:7) |          | Ruffino Stadium Mario Lodigiani, Florencja Widzów: 400 Sędzia: Andrea Piardi |

| 21 października 201816:00 | Valorugby Emilia | 19:7(3:7) | Viadana | Impianto sportivo Canalina, Reggio nell’Emilia Widzów: 800 Sędzia: Federico Vedovelli |
| 21 października 201816:00 |                  | 19:7(3:7) |         | Impianto sportivo Canalina, Reggio nell’Emilia Widzów: 800 Sędzia: Federico Vedovelli |

| 8 grudnia 201815:00 | SS Lazio | 19:33(7:14) | Viadana | Centro sportivo Giulio Onesti, Rzym Widzów: 250 Sędzia: Riccardo Angelucci |
| 8 grudnia 201815:00 |          | 19:33(7:14) |         | Centro sportivo Giulio Onesti, Rzym Widzów: 250 Sędzia: Riccardo Angelucci |

| 8 grudnia 201815:00 | I Medicei | 19:13(13:3) | Valorugby Emilia | Ruffino Stadium Mario Lodigiani, Florencja Widzów: 400 Sędzia: Manuel Bottino |
| 8 grudnia 201815:00 |           | 19:13(13:3) |                  | Ruffino Stadium Mario Lodigiani, Florencja Widzów: 400 Sędzia: Manuel Bottino |

| 16 grudnia 201814:30 | Valorugby Emilia | 21:18(14:8) | I Medicei | Impianto sportivo Canalina, Reggio nell’Emilia Widzów: 600 Sędzia: Federico Boraso |
| 16 grudnia 201814:30 |                  | 21:18(14:8) |           | Impianto sportivo Canalina, Reggio nell’Emilia Widzów: 600 Sędzia: Federico Boraso |

| 16 grudnia 201815:00 | Viadana | 47:15(33:10) | SS Lazio | Stadio Luigi Zaffanella, Viadana Widzów: 300 Sędzia: Andrea Spadoni |
| 16 grudnia 201815:00 |         | 47:15(33:10) |          | Stadio Luigi Zaffanella, Viadana Widzów: 300 Sędzia: Andrea Spadoni |

| 12 stycznia 201914:30 | Valorugby Emilia | 71:7(28:0) | SS Lazio | Impianto sportivo Canalina, Reggio nell’Emilia Widzów: 200 Sędzia: Gianluca Gnecchi |
| 12 stycznia 201914:30 |                  | 71:7(28:0) |          | Impianto sportivo Canalina, Reggio nell’Emilia Widzów: 200 Sędzia: Gianluca Gnecchi |

| 12 stycznia 201915:00 | I Medicei | 19:19(7:19) | Viadana | Ruffino Stadium Mario Lodigiani, Florencja Widzów: 300 Sędzia: Federico Boraso |
| 12 stycznia 201915:00 |           | 19:19(7:19) |         | Ruffino Stadium Mario Lodigiani, Florencja Widzów: 300 Sędzia: Federico Boraso |

| 19 stycznia 201915:00 | SS Lazio | 12:24(0:21) | I Medicei | Centro sportivo Giulio Onesti, Rzym Widzów: 200 Sędzia: Federico Vedovelli |
| 19 stycznia 201915:00 |          | 12:24(0:21) |           | Centro sportivo Giulio Onesti, Rzym Widzów: 200 Sędzia: Federico Vedovelli |

| 19 stycznia 201915:00 | Viadana | 19:24(0:15) | Valorugby Emilia | Stadio Luigi Zaffanella, Viadana Widzów: 600 Sędzia: Vincenzo Schipani |
| 19 stycznia 201915:00 |         | 19:24(0:15) |                  | Stadio Luigi Zaffanella, Viadana Widzów: 600 Sędzia: Vincenzo Schipani |

## Finał
| 30 marca 201916:00 | Valsugana Padova | 32:10(11:3) | Valorugby Emilia | Stadio Sergio Lanfranchi, Parma Widzów: 1000 Sędzia: Federico Boraso |
| 30 marca 201916:00 |                  | 32:10(11:3) |                  | Stadio Sergio Lanfranchi, Parma Widzów: 1000 Sędzia: Federico Boraso |